# Liste de prénoms polonais
 (janvier 2019).
Si vous disposez d'ouvrages ou d'articles de référence ou si vous connaissez des sites web de qualité traitant du thème abordé ici, merci de compléter l'article en donnant les références utiles à sa vérifiabilité et en les liant à la section « Notes et références ».
Cet article présente une liste de prénoms polonais, non exhaustive.

## Prénoms masculins polonais

### A
Adam, Adrian, Aleksander, Aleks, Aleksy, Alfons, Alojzy, Ambroży, Andrzej, Antoni, Arkadiusz, Artur, Amadeusz, Arnold, Anastazy, Apolinary, Aron

### B
Bartłomiej (Bartek), Bartosz, Benedykt, Bogdan, Bogumił, Bogusław, Bohdan, Borys, Bronisław, Brunon, Bolesław Blyma

### C
Cezary, Cyprian, Cyryl, Czesław

### D
Dawid, Dominik, Dobrosław, Darek, Damian, Dimitri

### E
Edward, Eryk, Eugeniusz, Euzebiusz, Erwan

### F
Filip, Florian, Franciszek, Fryderyk Feliks

### G
Gracjan, Grzegorz, Gustaw, Gwidon

### H
Henryk, Hieronim

### I
Igor, Ireneusz, Ivan

### J
Jacek, Jakub, Jan, Janusz, Jarosław, Jerzy, Józef, Jordan Jarek

### K
Kajetan, Kamil, Karol, Klemens, Kazimierz (Kazik) , Konrad, Kuba, Kacper, Krystian, Klaudiusz 

### L
Lech, Leon, Leszek, Lucjan, Ludwik, Łukasz

### M
Maciej, Maksym, Maksymilian, Marcin, Marek, Mariusz, Mateusz, Michał, Mieszko, Mieczysław (Mietek) , Mikołaj, Milo, Miloslaw, Mirosław (Mirek), Marian, Marcel

### N
Nikodem, Narcyz

### O
Olaf

### P
Patryk, Paweł, Piotr (Piotrek, Piotruś), Paskal, Pankracy, Polikarp

### R
Radosław, Rafał, Robert, Roman, Ryszard

### S
Seweryn, Stefan, Stanisław, Szczepan, Sebastian, Szymon, Sławomir (Sławek), Stanisław

### T
Tadeusz, Tomasz (Tomek), Teodor, Teodozjusz, Tobiasz, Tadensy

### U
Urban
V
Vladislav

### W
Wacław, Walenty, Walentyn, Wiesław, Wiktor, Wilhelm, Wincenty, Witold (Witek), Włodzimierz (en) (Włodek), Władysław (Władek), Wojciech (Wojtek)

### Z
Zbigniew, Zdzisław, Zenon, Zygmund, Zygmunt, Jerzy Selwaniuk

## Prénoms féminins polonais
- Haut – A
- B
- C
- D
- E
- F
- G
- H
- I
- J
- K
- L
- M
- N
- O
- P
- Q
- R
- S
- T
- U
- V
- W
- X
- Y
- Z

### A
Agata, Agnieszka, Ala, Aleksandra (Ola), Alicja, Amelia, Aneta, Ania, Anita (de), Anna, Anastazia, Andżelika, Aniela, Anouchka, Antonina, Arleta, Angelika, Aria[réf. nécessaire], Albina, Apollonia

### B
Barbara, Bolesława, Bogumiła, Bożena, Bronisława, Brygida, Beata

### C
Cecylia, Czesława

### D
Danuta[réf. nécessaire], Daria, Dominika (pl), Dorota, Donata

### E
Edyta, Elżbieta, Emilia, Ewa, Ewelina, Elena, Edonya

### F
Felicja, Florentyna

### G
Genowefa, Grażyna

### H
Halina, Hanna, Helena, Henryka, Hilda

### I
Irena, Irmina, Izabela, Iga, Iwona, Ilona

### J
Jadwiga (Jaga, Jagoda), Jana (Janka), Janina, Joanna (en) (Asia), Jolanta (Jola), Julia, Justyna

### K
Kaja, Kamila / Kamilia, Karolina, Kasia, Katarzyna, Kinga, Klara, Klaudia, Krystyna

### L
Lechosława, Leokadia, Leonarda, Łucja, Ludmiła, Ludwika

### M
Magdalena (Magda), Maja (Majka, Majeczka), Małgorzata (Małgosia, Gosia), Marianna, Maria, Marta, Martyna, Mirosława, Monika, Marzena, Matylda, Marlena

### N
Natalia, Nikola, Nina (en)

### O
Ola, Olga, Oliwia (Oliwka),Orilia

### P
Patrycja, Pavlina (en), Pelagia

### R
Regina, Renata, Róża

### S
Salomea, Stanisława (Stasia, Staśka), Sylwia

### T
Tekla, Teodozja, Teofila, Terezka.

### U
Urszula

### W
Wanda, Weronika, Wita, Wiesława, Władysława, Wioletta, Wiktoria

### Z
Zenia, Zofia, Zosia, Zuzanna